# Ahmet Fikri Tüzer
Ahmet Fikri Tüzer (Sjoemen, 1878 - Ankara, 16 augustus 1942) was een Turkse politicus namens de CHP en waarnemend premier van de republiek Turkije in de periode 7 juli 1942 tot 9 juli 1942 (2 dagen). Hij was ook minister van Binnenlandse Zaken van 6 mei 1942 tot zijn overlijden op 16 augustus 1942.
İsmet İnönü · Ali Fethi Okyar · Celal Bayar · Refik Saydam · Şükrü Saracoğlu · Recep Peker · Hasan Saka · Şemsettin Günaltay · Adnan Menderes · Cemal Gürsel · Suat Hayri Ürgüplü · Süleyman Demirel · Nihat Erim · Ferit Melen · Naim Talu · Bülent Ecevit · Sadi Irmak · Bülent Ulusu · Turgut Özal · Yıldırım Akbulut · Mesut Yılmaz · Tansu Çiller · Necmettin Erbakan · Abdullah Gül · Recep Tayyip Erdoğan · Ahmet Davutoğlu · Binali Yıldırım